# Дёйк, Анн-Софи
Анн-Софи Дёйк (нидерл. Ann-Sophie Duyck, род. 23 июля 1987, Руселаре, Фламандский регион) — бельгийская профессиональная велогонщица, триатлонистка, выступавшая с 2012 по 2021 годы за шесть различных команд.

## Карьера

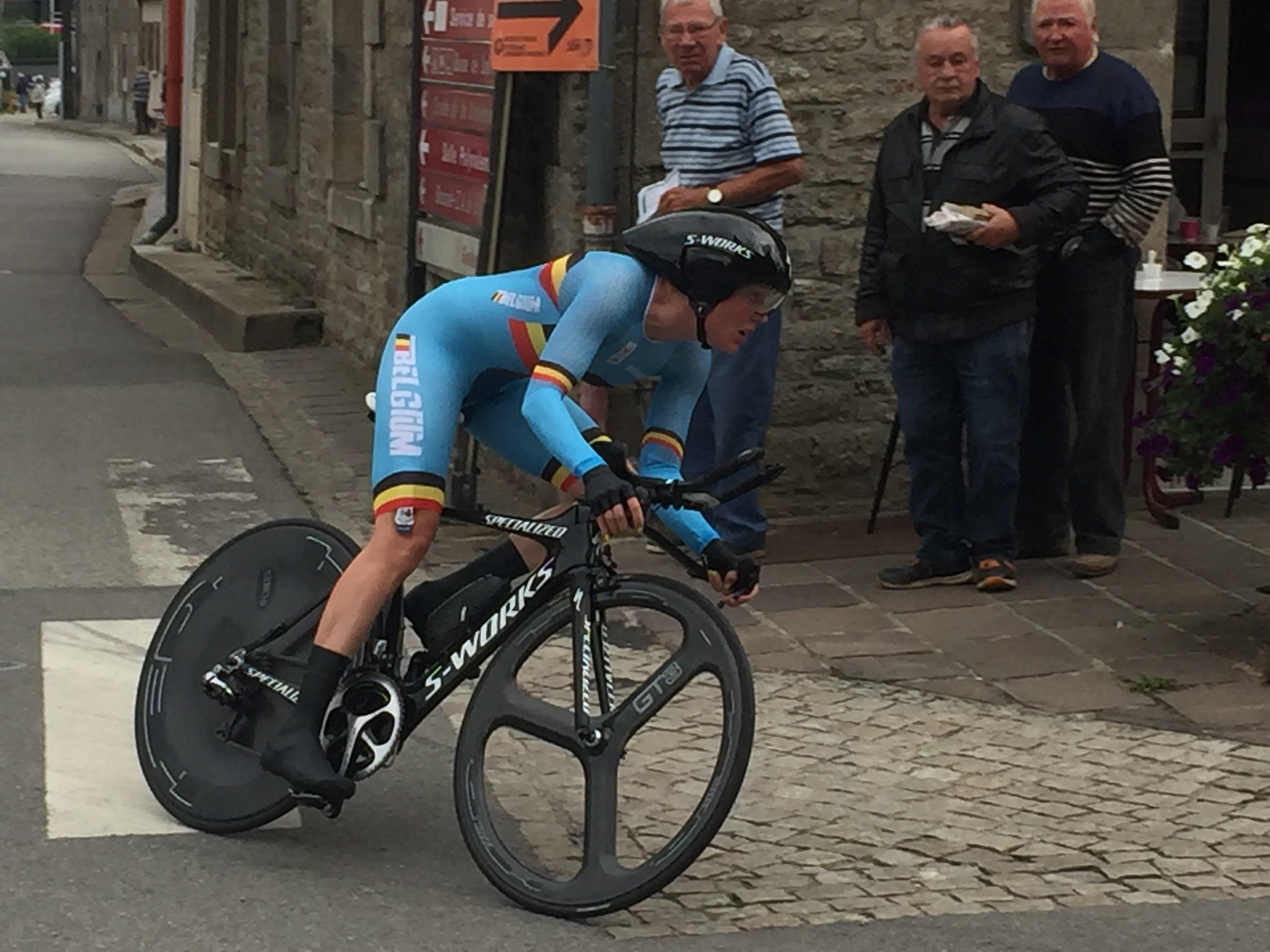
На чемпионате Европы 2016 года.

Она участвовала в женской командной гонке Чемпионата мира во Флоренции в 2013 году. 
Выиграв в 2017 году свой четвёртый национальный чемпионат Бельгии в индивидуальной гонке, Дёйк стала первой бельгийской шоссейной велогонщицей, завоевавшей четыре титула подряд в своей дисциплине.
В том же году, на первом этапе Недели Валенсии, когда до конца второго этапа оставалось двадцать километров, Сесили Уттруп Людвиг пошла в атаку. К ней присоединилась Анн-Софи Дёйк, и они сотрудничали до финиша, где победила бельгийская гонщица.
В индивидуальной гонке на чемпионате Европы 2017 года Анн-Софи Дёйк стала второй после Эллен ван Дейк.

## Достижения
2011
- Чемпион Западной Фландрии в индивидуальной гонке

2012
- 3-я в Чемпионате Бельгии по шоссейному велоспорту — индивидуальная гонка

2013
- Чемпион Западной Фландрии в индивидуальной гонке

2014
- Чемпионат Бельгии по шоссейному велоспорту — индивидуальная гонка
- Чемпион Западной Фландрии в индивидуальной гонке
- Эрондегемсе Пейл[фр.]
- 2-й этап Трофи д’Ор
- 3-я в Трофи д’Ор
- 5-я в Чемпионате мира по шоссейным велогонкам[англ.] — индивидуальная гонка

2015
- Чемпионат Бельгии по шоссейному велоспорту — индивидуальная гонка
- Пролог Трофи д’Ор
- Хроно Шампенуа
- 2-я в Любляна — Домзале — Любляна TT[фр.] — индивидуальная гонка
- 3-я в Хроно Наций
- 9-я в Чемпионате мира по шоссейным велогонкам[англ.] — индивидуальная гонка

2016
- Чемпионат Бельгии по шоссейному велоспорту — индивидуальная гонка
- 3-й этап Грация Орлова
- Любляна — Домзале — Любляна TT[фр.]
- Хроно Наций
- 2-я в Туре Бретани
- 6-я в Чемпионате Европы по шоссейному велоспорту — индивидуальная гонка
- 8-я в Чемпионате мира по шоссейным велогонкам[англ.] — индивидуальная гонка

2017
- Чемпионат Бельгии по шоссейному велоспорту — индивидуальная гонка
- 2-й этап Недели Валенсии[фр.]
- Любляна — Домзале — Любляна TT[фр.]
- 3-й этап (сектор a) Женского Тура — на приз Чешской Швейцарии — индивидуальная гонка
- Серебряный призёр Чемпионата Европы по шоссейному велоспорту — индивидуальная гонка
- 2-я в Хроно Наций[фр.]
- 3-я в Женском Туре — на приз Чешской Швейцарии

2018
- Чемпионат Бельгии по шоссейному велоспорту — индивидуальная гонка
- 9-я в Чемпионате Европы по шоссейному велоспорту — индивидуальная гонка

2019
- 2-я в Чемпионате Бельгии — индивидуальная гонка

### Статистика выступления наГранд-турах
| Гонка / Год          | 2012 | 2013 | 2014 | 2015 | 2016 | 2017           | 2018           |
| -------------------- | ---- | ---- | ---- | ---- | ---- | -------------- | -------------- |
| Рут де Франс феминин | DNF  | —    | —    | —    | —    | не проводилась | не проводилась |
| Джиро д’Италия Донне | 66   | —    | —    | —    | —    | —              | 93             |

## Рейтинги
| Год                 | 2012  | 2013 | 2014 | 2015 | 2016 | 2017 | 2018 | 2019  | 2020  | 2021  |
| ------------------- | ----- | ---- | ---- | ---- | ---- | ---- | ---- | ----- | ----- | ----- |
| Мировой рейтинг UCI | 313-й | -    | 49-й | 35-й | 49-й | 40-й | 97-й | 393-й | 491-й | 363-й |
| Мировой тур UCI     |       |      |      |      | -    | 80-й | 97-й | -     | -     | -     |
|                     |       |      |      |      |      |      |      |       |       |       |
| Источник: UCI       |       |      |      |      |      |      |      |       |       |       |